# Scorrimento

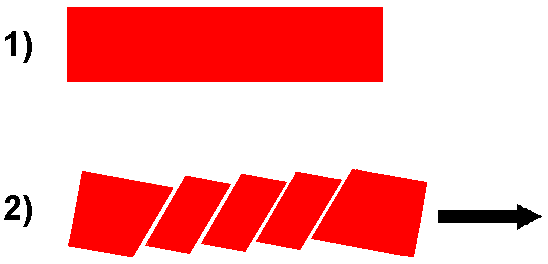
Meccanismo dello scorrimento

In cristallografia, lo scorrimento è il processo attraverso il quale avviene il movimento delle dislocazioni, producendo una deformazione plastica. Le deformazioni plastiche possono essere prodotte da altri meccanismi diversi dallo scorrimento, ad esempio dalla geminazione.

## Piani, direzioni e sistemi di scorrimento
Lo scorrimento avviene nei solidi cristallini in risposta all'azione di un carico esterno che, provocando uno sforzo di taglio all'interno del cristallo, determina lo slittamento di particolari piani cristallografici (detti piani di scorrimento) gli uni sugli altri, che avviene lungo delle determinate direzioni (dette direzioni di scorrimento).
Ogni particolare combinazione di piani di scorrimento e direzioni di scorrimento è detta sistema di scorrimento. Tali piani e direzioni di scorrimento vengono indicati attraverso la notazione degli indici di Miller.
I piani di scorrimento corrispondono ai piani di massimo addensamento atomico, i quali contengono il più piccolo vettore di Burgers.

### Sistemi di scorrimento nel reticolo cubico a facce centrate

Il piano di massimo addensamento in un reticolo FCC (la freccia indica il vettore di Burgers).

Il reticolo cubico a facce centrate (FCC) ha 12 sistemi di scorrimento dati dalla combinazione dei quattro piani equivalenti a (111) e dalle tre direzioni equivalenti a [110].
Per un reticolo FCC è possibile calcolare il modulo del vettore di Burgers b:
{\displaystyle |b|={\frac {a}{2}}|<110>|={\frac {a}{\sqrt {2}}}}
in cui a è la costante di reticolo (ovvero la lunghezza del lato della cella unitaria).

### Sistemi di scorrimento nel reticolo cubico a corpo centrato

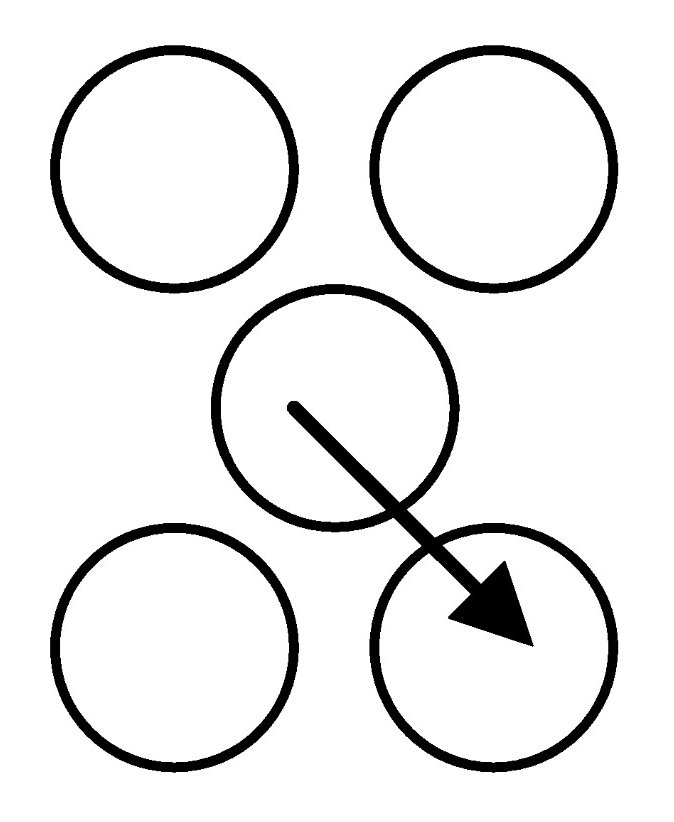
Il piano di massimo addensamento in un reticolo BCC (la freccia indica il vettore di Burgers).

Il reticolo cubico a corpo centrato (BCC) ha 12 sistemi di scorrimento dati dalla combinazione fra 6 piani {110} e 2 direzioni <111>.
Lo scorrimento è favorito nella struttura FCC rispetto alla struttura BCC,  perché il reticolo BCC richiede maggior calore per essere attivato e quindi è più resistente alla deformazione plastica. Nel reticolo BCC ci sono anche dei sistemi di "quasi scorrimento" nei quali la probabilità di attivazione è alta, e sono {112} <111> e {123} <111>.

### Sistemi di scorrimento nel reticolo esagonale compatto
Il reticolo esagonale compatto (HCP) contiene un numero minore di sistemi di scorrimento rispetto ai reticoli FCC e BCC, per cui lo scorrimento avviene con maggior difficoltà. Ciò determina una minor facilità di deformazione plastica e una maggior probabilità di frattura fragile, visto che si deformano più facilmente i reticoli con maggior numero di sistemi cristallografici a maggior densità di costituenti.